# 김윤성 (배우)
김윤성(1981년 12월 19일 ~ )은 대한민국의 배우이다.

## 학력
- 백제예술대학교

## 출연작

### 영화
- 2024년 《더러운 돈에 손대지 마라》 - 강경민 역
- 2023년 《빈틈 없는 사이》 - 김윤성 역
- 2023년 《대외비》 - 박상만 역
- 2020년 《사라진 시간》 - 수혁 친구1 역 (우정출연)
- 2019년 《악인전》 - 배순호 역
- 2017년 《대장 김창수》 - 나춘배 역
- 2016년 《사냥》 - 엽사 손기욱 역
- 2014년 《빅매치》 - 조실장 역
- 2013년 《신세계》 - 석무 역
- 2012년 《용의자X》 - 상준 역
- 2012년 《간기남》 - 이진국  역
- 2010년 《포화 속으로》 - 풍천 역
- 2010년 《주유소 습격 사건 2》 - 폭주족 대장 역
- 2009년 《순지》 - 짜구 역
- 2008년 《강철중: 공공의 적 1-1》 - 대가리 역
- 2006년 《태양의 이면》 - 정배 역
- 2002년 《겁쟁이들이 더 흉폭하다》 - 짱 역
- 2002년 《광복절 특사》 - 꼴통교도 역
- 2002년 《재밌는 영화》 - 날치기 역
- 2001년 《신라의 달밤》 - 꼬봉 3 역

### TV 드라마
- 2024년 U+모바일 TV, 디즈니 플러스 《노 웨이 아웃 : 더 룰렛》 - 마작방 장사장 역 (우정출연)
- 2024년 SBS 《재벌X형사》 - 최현배 역
- 2024년 디즈니 플러스 《킬러들의 쇼핑몰》 - 박경장 역 (특별출연)
- 2023년 디즈니 플러스 《무빙》 - 빠따 역
- 2020년 넷플릭스 《킹덤 시즌2》 - 가노대장 역
- 2017년 KBS 《최강 배달꾼》 - 용철 역
- 2014년 KBS 《태양은 가득히》 - 차표 역
- 2013년 KBS 《천명 : 조선판 도망자 이야기》 - 곤오 역
- 2011년 KBS 《영광의 재인》 - 오금복 역
- 2010년 SBS 《아테나: 전쟁의 여신》 - 민구 역
- 2009년 MBC 《친구, 우리들의 전설》 - 하이에나 역
- 2002년 SBS 《야인시대》 - 왕초 역
- 2002년 SBS 《순수의 시대》 - 오태성 역
- 2002년 MBC 《선물》 - 장두식 역

### TV 광고
- 2008년 SKT - 아이토핑
- 2023년 아임닭 - 아임닭 x ChatGPT